# フォルトゥナ (たばこ)

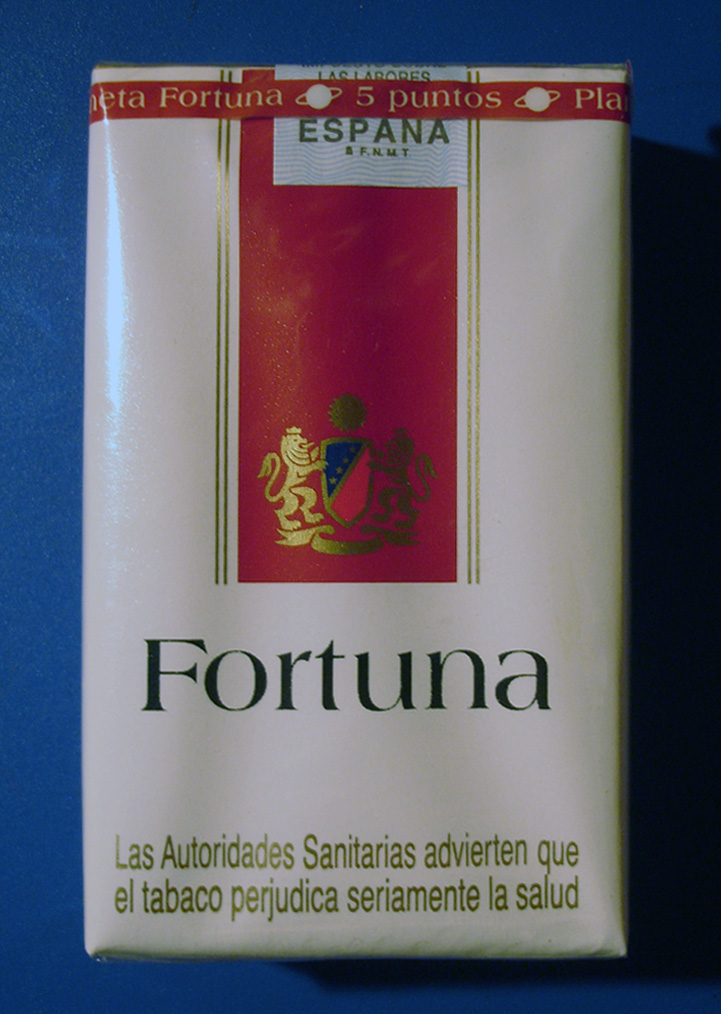
「フォルトゥナ」のパッケージ。
アルタディス発足時に若干アレンジが加えられ、現在はロゴが中心の帯に縦書きになり、輸出仕様（オーストリア）は、スペインのイメージを強調したデザインになっている。

フォルトゥナ または フォルツナ（Fortuna） は、たばこの銘柄のひとつ。スペインにおける主要なブランドである。ブランド名のFortunaはラテン語で「幸運」の意。

## 概要
1974年にスペインのタバカレラ (Tabacalera) 社から発売された。現在はインペリアル・ブランズ傘下のアルタディス社が販売している。
2004年にはモロッコ、フランス、イタリア、ルクセンブルク、ポーランド、オーストリア、パナマ、フィンランドに販路を拡大した。さらに2007年にはブラジル、2008年にはアメリカ合衆国でも販売するようになった。

## モータースポーツにおけるスポンサー活動
フォルトゥナ・ブランドは様々なカテゴリでスポンサーを務めた。

### 4輪
- ル・マン24時間レース - 1986年にブルン・モータースポーツのスポンサーを務め、チームは総合2位を獲得した。
- ワールドシリーズ・バイ・ニッサン - 1998年のシリーズ冠スポンサーとなった。
- カルロス・サインツ - フォード時代に個人スポンサーだった

### 2輪
- ロードレース世界選手権
  - 2002年
    - フォルトゥナ・ホンダ・グレシーニ (MotoGP) : 加藤大治郎
    - フォルトゥナ・ホンダ・グレシーニ (250cc) : ロベルト・ロルフォ、エミリオ・アルサモラ

  - 2003年
    - フォルトゥナ・ヤマハ・チーム (MotoGP) : マルコ・メランドリ、カルロス・チェカ、阿部典史
    - フォルトゥナ・ホンダ (250cc) : ロベルト・ロルフォ

  - 2004年
    - ゴロワーズ・フォルトゥナ・ヤマハ (MotoGP) : カルロス・チェカ[1]
    - フォルトゥナ・ゴロワーズ・テック3 (MotoGP) : マルコ・メランドリ[2]
    - フォルトゥナ・ホンダ (250cc) : ロベルト・ロルフォ、トニ・エリアス

  - 2005年
    - フォルトゥナ・ヤマハ・チーム (MotoGP) : トニ・エリアス、ルーベン・チャウス
    - フォルトゥナ・ホンダ (250cc) : ホルヘ・ロレンソ、エクトル・バルベラ

  - 2006年
    - フォルトゥナ・ホンダ・グレシーニ (MotoGP) : マルコ・メランドリ、トニ・エリアス
    - フォルトゥナ・アプリリア (250cc) : ホルヘ・ロレンソ、アレックス・デボン

  - 2007年
    - フォルトゥナ・アプリリア (250cc) : ホルヘ・ロレンソ